# Helius haemorrhoidalis
Helius haemorrhoidalis är en tvåvingeart som beskrevs av Alexander 1937. Helius haemorrhoidalis ingår i släktet Helius och familjen småharkrankar. Inga underarter finns listade i Catalogue of Life.